# Marin Iwanow
Marin Iwanow (bg. Марин Иванов, ur. 10 września 1954) – bułgarski szermierz, dwukrotny medalista mistrzostw świata.
Podczas mistrzostw świata w Barcelonie w 1985 roku Bułgarzy w składzie: Christo Etropołski, Wasił Etropołski, Georgi Czomakow i Marin Iwanow zdobyli srebrny medal w szabli drużynowej. W tej samej konkurencji zdobył również brązowy medal na mistrzostwach świata w Sofii w 1986 roku.
Wystartował na igrzyskach olimpijskich w Moskwie w 1980 roku, gdzie w turnieju drużynowym Bułgarzy odpadli w pierwszej rundzie. Był to jego jedyny start olimpijski.
Zdobył srebrny medal w szabli na mistrzostwach Europy w Lizbonie w 1983. 